# Waldeckpark
Der Waldeckpark liegt im Berliner Ortsteil Kreuzberg im Straßenkarree Alexandrinen-, Alte Jakob- und Oranienstraße. Er tangiert an seiner westlichen Seite das Gelände der Bundesdruckerei.

## Geschichte
Das etwa zwei Hektar große Gelände wurde um 1604 als Pestfriedhof für die Petri-Gemeinde angelegt. Nach und nach entstand aus dem Friedhof eine Grünanlage, die ab dem Jahr 1870 teilweise von den Cöllner Bewohnern kostenfrei genutzt werden konnte. Noch im 19. Jahrhundert wurde im Park eine Säuglingsbaracke errichtet, in welcher schwer erkrankte Kinder ab 1902 aufgenommen wurden. 29 Jahre später wurde der Park erweitert und erhielt den heutigen Namen Waldeckpark. Er soll damit an den liberalen Politiker Benedikt Waldeck erinnern, zu dessen Gedenken ein Denkmal im Park aufgestellt wurde.
Im Jahr 1936 erklärte sich die Berlinische Lebens-Versicherungs-Gesellschaft bereit, den Park anlässlich der Vorbereitungen für die Olympischen Sommerspiele umzugestalten. Zu Ehren des Firmengründers Heinrich Ludwig Lobeck wurde so aus dem Waldeckpark der Lobeck-Park. Ein Jahr später drängten die Nationalsozialisten darauf, das Denkmal Waldecks abzubauen. Durch die Umgestaltung wurden fast alle Gräber entfernt. Lediglich der Grabstein des Königlich-Preußischen Stallmeisters Ernst Ferdinand Ayrer blieb erhalten.

## Neugestaltung
Nachdem der Park im Zweiten Weltkrieg stark beschädigt worden war, ließ das zuständige Bezirksamt die Anlage in den 1950er Jahren wieder herstellen. Dabei bekam das Waldeck-Denkmal im zurückbenannten Waldeckpark seinen Standort. Gleichzeitig wurde der Waldeckpark um einen Sportplatz erweitert. Um die Umbauarbeiten der Versicherungsgesellschaft dennoch zu würdigen, benannte man 1962 die damalige Brandenburgstraße in Kreuzberg in Lobeckstraße um.

Parkansichten
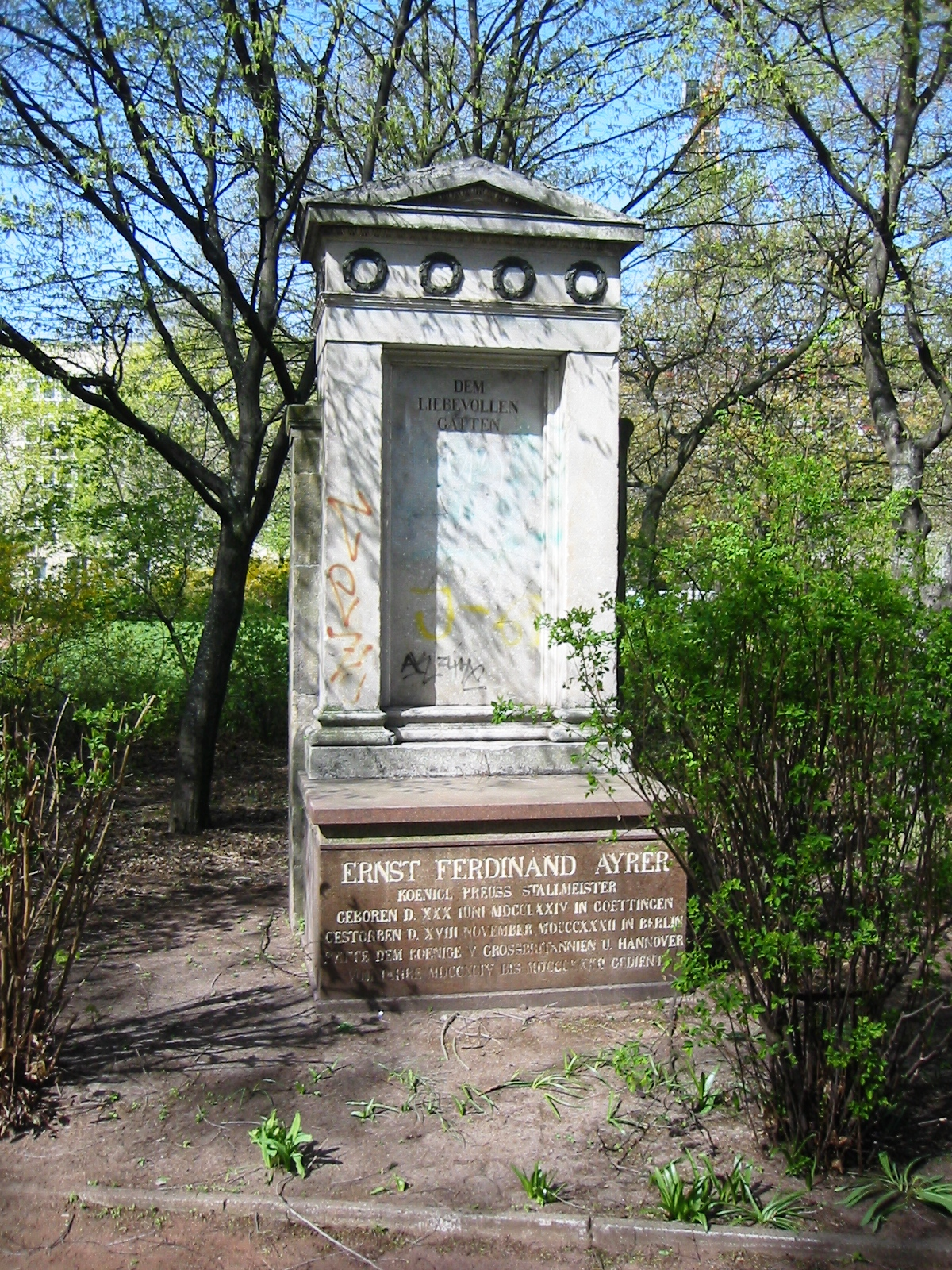
Grabmal von Ernst Ferdinand Ayrer
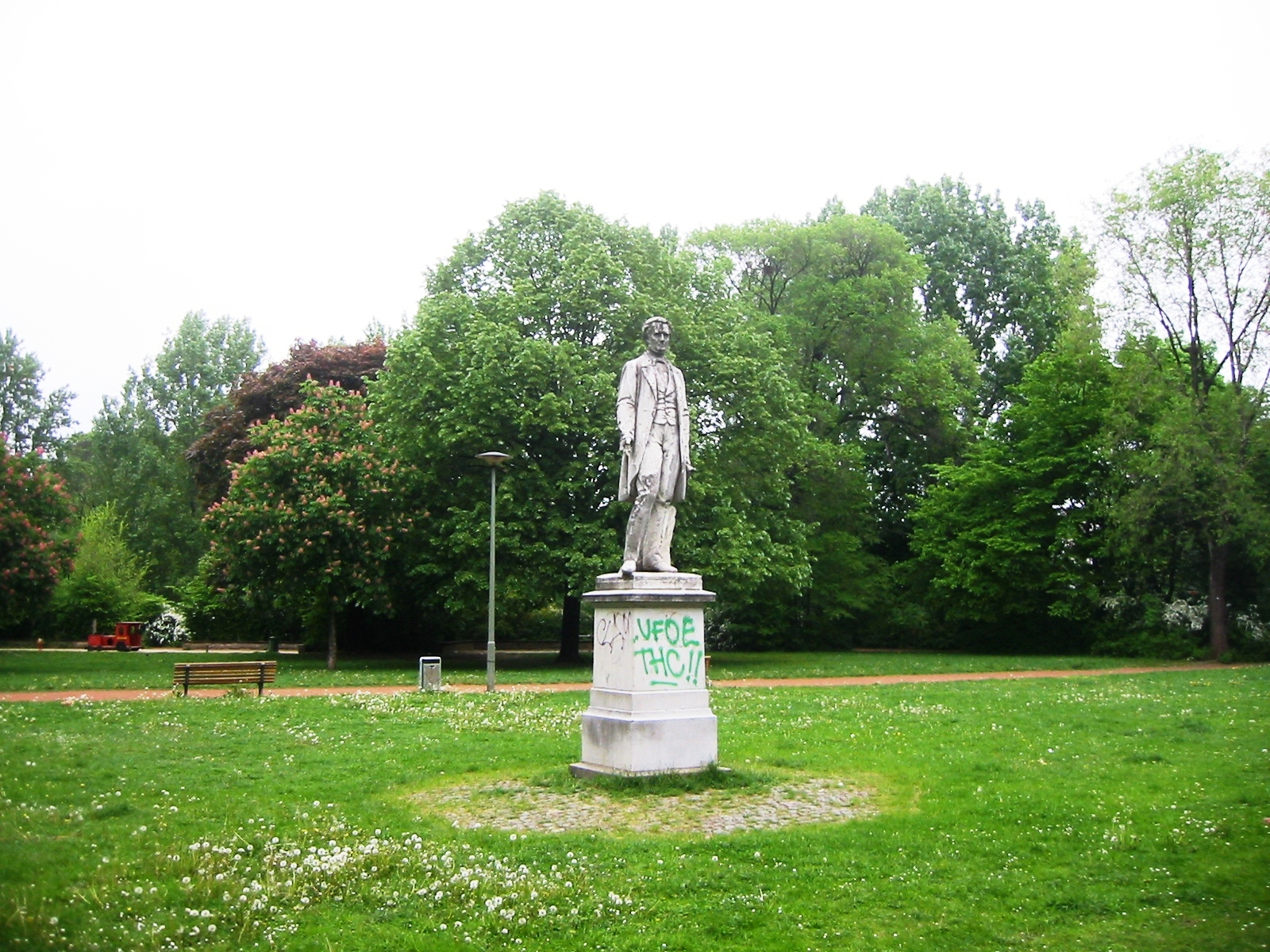
Denkmal für Benedikt Waldeck
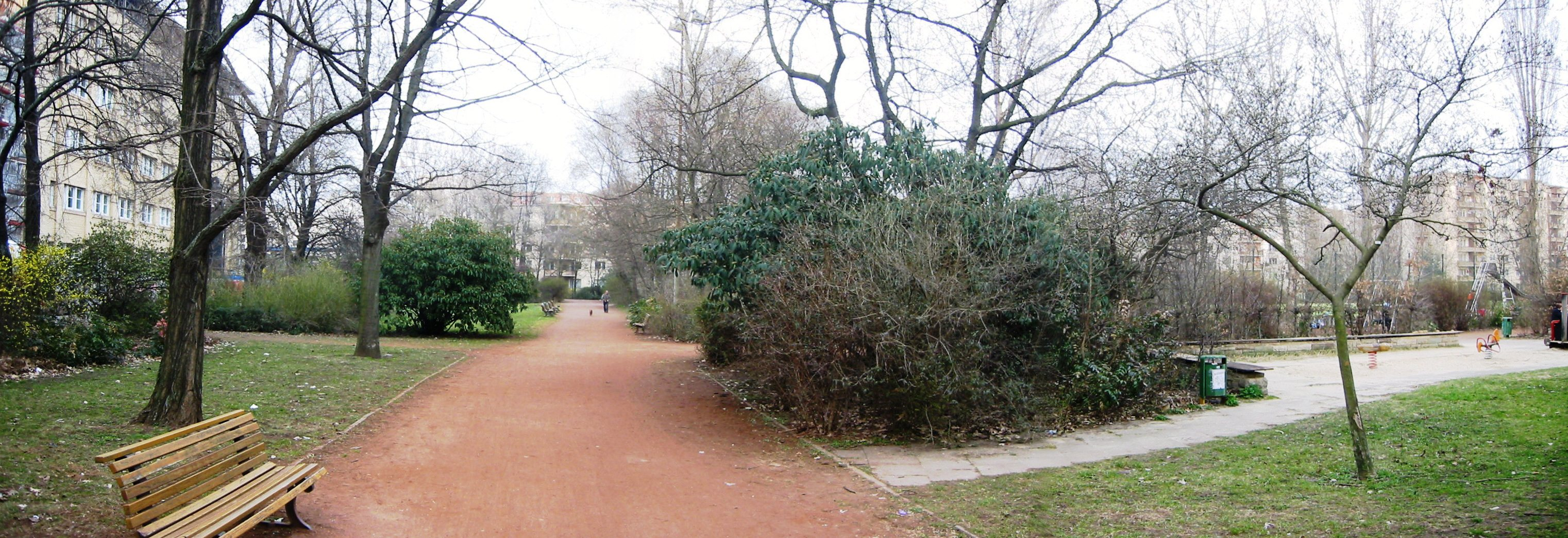
Blick in den Park von der Alten Jakobstraße